# Famille De Nobili de Vezzano
Pour les articles homonymes, voir Famille De Nobili.
 (août 2024).
La famille De Nobili ou De Nobili Di Vezzano est une famille aristocratique ligure qui donna de nombreux hommes politiques, nobles et entrepreneurs italien. Elle était originaire de la ville de Vezzano Ligure mais ses principaux membres (tels que les députés Giovanni Battista De Nobili, Prospero De Nobili et Rino De Nobili et les maires Raffaele De Nobili et Luigi De Nobili) vécurent à La Spezia. Ils donnèrent également leur nom à la villa Nobili (ancien château de Cimiez) à Nice.

## Histoire

### Origines et lignées antiques
La famille De Nobili descend des seigneurs de Vezzano. Successivement connu sous le patronyme de Bianco, Opizzoni puis Da Vezzano, elle n'assuma le nom de De Nobili qu'au XVe siècle. Certains auteurs font remonter la famille à la dynastie des Obertenghi qui régna sur Milan et Este, bien que cette filiation soit incertaine.
Le premier membre de la famille que l'on connaisse est Guglielmo Bianco, seigneur de Vezzano et fils d'un certain Burgerio. Guglielmo Bianco fut père de Rolandino, Ugolino et Grimaldo, ainsi que de Maria qui épousa le condottiere Obizzo Malaspina (†1185).
Au XIIIe siècle, Gualtiero da Vezzano fut chanoine de la cathédrale de Luni en 1225 avant de devenir gouverneur de la Marche d'Ancône (ancienne province des États pontificaux). Devenu chapelain du pape Innocent IV, il sera finalement élevé au rang d'archevêque de la ville de Gênes le 23 avril 1253, charge qu'il conservera jusqu'à sa mort advenue le 26 septembre 1274.
En 1265, Guglielmo et Guido sont nommés amiraux au commandement de 80 galères par le roi Manfred Ier de Sicile après s'être distingués dans leurs combats contre Charles d'Anjou.
Le 1er avril 1299, Goffredo da Vezzano est quant à lui nommé évêque de la ville de Parme par le pape Boniface VIII. Il gardera cette fonction pendant un an jusqu'à son décès en mars 1300.
Vers 1532, Girolamo De Nobili est nommé gouverneur de Melfi, dans le royaume de Naples, avant d'occuper la charge d'ambassadeur du prince Doria auprès du pape Clément VII. Il se rend ensuite, toujours comme ambassadeur du prince Doria, auprès du duc de Toscane, du duc de Ferrare et enfin de l'empereur Charles Quint. Il décède finalement à Melfi à l'âge avancé de 60 ans.
En 1551, Grimaldo De Nobili, fils de Giambattista, entre à faire partie du tribunal suprême de Florence sur demande expresse du grand-duc Cosme Ier de Toscane. Il rédigera de nombreuses œuvres dont l'intégrale des comptes-rendus du tribunal, le Tractatus de Tabellionatu.

### XIXeetXXesiècles
Aux XIXe et XXe siècles, deux branches principales de la famille coexistent. Toutes deux originaires de Vezzano Ligure, elles se sont transférés à La Spezia, chef-lieu de la province.

#### Branches des marquis
La première branche est celle qui hérite du titre de marquis de Vezzano, marquisat comprenant alors les communes de Vezzano Ligure et de Beverino ainsi que les hameaux de Carpena et de Vesigna (tous deux à Riccò del Golfo di Spezia), de Montedivalli (à Podenzana) et de Ponzano (à Santo Stefano di Magra). Trois frères en sont à l'origine : le marquis Giovanni Battista De Nobili (1824-1886), le marquis Marcello De Nobili qui épousera la philanthrope Silvia Chiarla et le marquis Giuseppe Maria De Nobili (mort en 1862) qui épousera Angiola Samengo (morte en 1870).
En 1860, la charge de maire, qui existait déjà dans certaines villes, est étendue à toutes les communes italiennes et ainsi Giovanni Battista De Nobili (1824-1886) devient le 1er maire de La Spezia, ville comptant alors presque 20 000 habitants. Deux ans plus tard, en 1862, il perd son poste.
La même année, son frère Giuseppe Maria décède et il est suivi quatre ans après par sa femme Angiola Samengo qui laisse par conséquent les neveux de Giovanni Battista orphelins. Prospero De Nobili, âgé de 12 ans, et ses deux frères Giuseppe et Marcello se retrouvent alors propriétaires d'une fortune considérable mais sans parents et Giovanni Battista décide de les adopter et de les élever. Il paye également leurs études et envoie ainsi Prospero De Nobili, futur député et sous-secrétaire d’État, étudier à l'Université de Turin en 1877 puis à celle de Gênes en 1880.
En 1869, Giovanni Battista est élu maire de La Spezia pour la seconde fois. Il garde ce poste pendant deux ans mais il l'abandonne au début de l'année 1871. En effet, le 5 décembre 1870, il était devenu député italien dans le cadre de la XIe législature du royaume d'Italie. La XIe législature se termine le 20 septembre 1874 et Giovanni Battista De Nobili rentre à La Spezia. Il se retire alors de la vie publique et il décède le 10 février 1886, année où son fils adoptif Prospero De Nobili est élu conseiller municipal de La Spezia.
Parallèlement, une fois diplômé en jurisprudence en 1881, Prospero De Nobili exerce ensuite la profession d'avocat à La Spezia. En 1884, Prospero décide de se dédier à des actions de bienfaisance en adhérant au Comité de Salut Public. Quand le Comité de Salut Public se dissout pour être remplacé par la Società Charitas, Prospero De Nobili en devient le leader, mais la Società Charitas se dissout en 1885 pour manque de fonds monétaires, son action auprès des orphelins a pour conséquence la fondation de nombreux hospices et orphelinats dans les années suivantes.
C'est pendant ces années que Prospero De Nobili commence à s'orienter vers la politique en adhérant d'abord au mazzinisme (la libération de l'Italie n'est possible que par la constitution d'un État républicain) puis au radicalisme (l'extrême-gauche) et particulièrement à son courant intérieur des démocrates constitutionnels. En 1886, il devient conseiller communal de La Spezia et, en 1889, conseiller provincial de Gênes. Il devient député italien le 5 avril 1897 dans le cadre de la XXe législature. Il sera réélu en 1900 pour la XXIe puis en 1904 pour la XXIIe législature, charge conservée jusqu'en 1909.
En 1897, il fonde le journal La Giovane Democrazia et le quotidien Il Corriere della Spezia. Il devient le chef de file d'un mouvement social d'inspiration libérale qui prendra son nom, le denobilisme. L'importance de ce courant prendra fin en 1909 sous l'impulsion de Gerolamo Doria. De 1901 à 1903, à l'apogée du denobilisme, il sera nommé Sous-Secrétaire d’État italien au Trésor. En 1903, il abandonne cette charge pour se dédier à la création de l'Université populaire et de la Chambre de commerce de La Spezia.
En 1905, il ouvre à Long Island, à New York, une société de fabrication de cigares toscans nommée De Nobili Cigar Company. En 1906, bien que Prospero reste le propriétaire de la société, son ami Oreste Poggiolini en devient directeur.

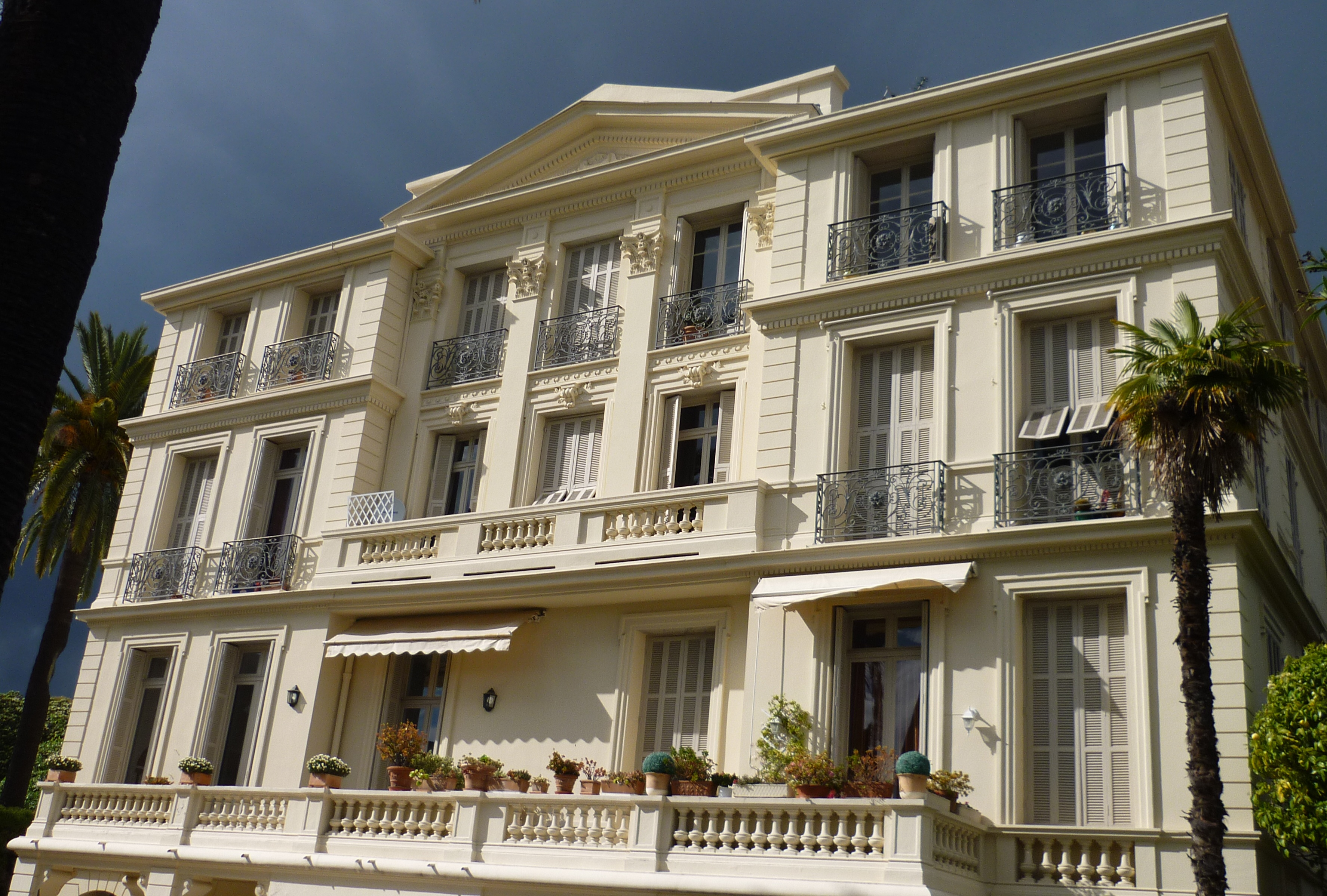
La Villa Nobili à Nice.

En 1916, sa première femme Elisa Antonietta Hansen décède en lui laissant un fils, le marquis Rino De Nobili (1889-1947), futur diplomate et député italien, ambassadeur italien en Belgique. Prospero se remarie quatre ans plus tard à Dola Vertès, sœur du peintre Marcel Vertès (1895-1961). Ensemble, ils auront Lila De Nobili, célèbre artiste peintre.
Prospero émigre en France dans la ville de Nice. En 1920, il achète une villa niçoise, la villa Nobili (anciennement château de Cimiez) où il réside jusqu'au début de la Seconde Guerre mondiale. Sa femme étant juive, Prospero, Dola Vertès et leur fille Lila doivent fuir en Suisse, d'abord à Genève puis à Montagnola où son fils Rino De Nobili possède une villa. À la fin de la guerre, Prospero retourne en France et décède le 27 décembre 1945 à Monte Carlo.
Rino De Nobili, quant à lui, obtient un diplôme en jurisprudence et commence une carrière de diplomate. En 1924, il est élu député italien dans le cadre de la XXVIIe législature. En 1929, il imite l'homme politique antifasciste Carlo Sforza en se démettant de ses fonctions pour protester contre l'assassinat ayant eu lieu plusieurs années auparavant de Giacomo Matteotti, plus tard revendiqué par les fascistes et Benito Mussolini.
Rino De Nobili épouse Elsa Nathan Berra, nièce d'Ernesto Nathan, maire de Rome de 1907 à 1913 et Grand-Maître du Grand Orient d'Italie de 1899 à 1917.
Membre du Parti d'action, parti italien de centre-gauche, Rino est par conséquent obligé de s'exiler par le régime fasciste et il émigre dans une villa à Montagnola en Suisse au début de la Seconde Guerre mondiale. Pendant la période la plus intense de la guerre et l'apogée du régime fasciste en Italie, la villa de Rino devient un lieu de rencontre des principales personnalités italiennes antifascistes en exil tel que Ugo La Malfa, Ferruccio Parri et Leo Valiani.
Après la fin de la Seconde Guerre mondiale, Rino reprend sa carrière diplomatique en Italie et de 1943 à 1947, il est ambassadeur de l'Italie en Belgique et réside par conséquent à Bruxelles. Il rentre fréquemment en Suisse à Lugano où il décède le 10 décembre 1947, à l'âge de seulement 58 ans.
Sa sœur, Lila De Nobili, est une artiste peintre italienne, illustratrice de mode notamment pour Vogue et Hermès.
Elle est aussi créatrice de costumes et décors d'opéra, notamment pour la Traviata de Visconti en 1955 avec La Callas à La Scala de Milan.
Luigi De Nobili, un cousin de cette branche, est maire de La Spezia de 1904 à 1906. Il fait restaurer le palais Crozza, siège de la bibliothèque de la ville, ainsi que l'avenue Cavour.

## Filiation
- ?? De Nobili, marquis de Vezzano.
  - marquis Giovanni Battista De Nobili (1824-1886), député et maire.
  - marquis Giuseppe Maria De Nobili (mort en 1862).
x Angiola Samengo (morte en 1870).
    - marquis Prospero De Nobili (1858-1945), député, sous-secrétaire d’État et entrepreneur.
x(1) Elisa Antonietta Hansen.
x(2) Dola Vertès, sœur de Marcel Vertès.
      - (1) marquis Rino De Nobili (1889-1947), député et ambassadeur.
x Elsa Nathan Berra, nièce d'Ernesto Nathan.
      - (2) Lila De Nobili, artiste peintre.

    - Giuseppe De Nobili.
    - Marcello De Nobili.

  - marquis Marcello De Nobili.
x Silvia Chiarla, philanthrope.

### Branche des seigneurs d'Isola
Tommaso De Nobili (1755-1836) est un jurisconsulte, lieutenant-juge et vice-uditore de guerre durant la première moitié du XIXe siècle. Il est le fils du notaire Giovanni Battista De Nobili (1723-1762) et l'héritier de la seigneurie d'Isola, aujourd'hui située dans la commune de Luni. Il fut le père de Giovanni Battista De Nobili (1794-1831), avocat, qui épousa Maddalena Ollandini de la famille des marquis de Rocchetta di Vara avec qui il eut Raffaele De Nobili (1827-1884).
En 1867, Raffaele obtient le poste de secrétaire communal de La Spezia. Il est également nommé consul honoraire de l'Espagne dans la ville de La Spezia. En 1884, il est élu maire de la ville mais la même année une épidémie de choléra touche la ville. À ce moment, il est avec sa famille à Montecatini Terme dans le but de soigner une maladie dont il est atteint mais il rentre subitement en ville en apprenant la nouvelle. Il décide alors de venir en aide aux malades bien que conscient du risque qu'il encourt. Le 4 septembre il est lui aussi atteint du choléra et il décède le 5 dans l'exercice de ses fonctions de maire. Le 15 novembre 1884, le gouvernement italien lui confère à titre posthume les distinctions de chevalier de l'Ordre de la Couronne d'Italie et la médaille d'or de l'Ordre du Mérite au Salut Public pour son courage. Raffaele laissa deux fils : Ugo et Eugenio De Nobili, qui moururent tous deux sans descendance en faisant s'éteindre cette branche de la famille.

### Articles liés
- Giovanni Battista De Nobili
- Lila De Nobili
- Prospero De Nobili
- Raffaele De Nobili
- Rino De Nobili
- Vezzano Ligure